# Reynoldsville
Reynoldsville és una població dels Estats Units a l'estat de Pennsilvània. Segons el cens del 2000 tenia 2.710 habitants.

## Demografia
Segons el cens del 2000, Reynoldsville tenia 2.710 habitants, 1.117 habitatges, i 741 famílies. La densitat de població era de 721,6 habitants/km².
Dels 1.117 habitatges en un 32% hi vivien nens de menys de 18 anys, en un 47% hi vivien parelles casades, en un 14,8% dones solteres, i en un 33,6% no eren unitats familiars. En el 31,3% dels habitatges hi vivien persones soles el 17% de les quals corresponia a persones de 65 anys o més que vivien soles. El nombre mitjà de persones vivint en cada habitatge era de 2,38 i el nombre mitjà de persones que vivien en cada família era de 2,96.
Per edats la població es repartia de la següent manera: un 27% tenia menys de 18 anys, un 8,2% entre 18 i 24, un 26,3% entre 25 i 44, un 22% de 45 a 60 i un 16,4% 65 anys o més.
L'edat mediana era de 36 anys. Per cada 100 dones de 18 o més anys hi havia 87,4 homes.
La renda mediana per habitatge era de 25.000 $ i la renda mediana per família de 34.783 $. Els homes tenien una renda mediana de 31.977 $ mentre que les dones 16.705 $. La renda per capita de la població era de 13.592 $. Entorn del 20,4% de les famílies i el 25,6% de la població estaven per davall del llindar de pobresa.

## Poblacions més properes
El següent diagrama mostra les poblacions més properes.